# Again (研ナオコのアルバム)
『Again』（アゲイン）は、研ナオコの12枚目のオリジナル・アルバム。
1984年6月21日発売。販売・発売元はキャニオン・レコード。レコード番号C28A-0337。カセットテープ番号28P-6333。

## 解説
1978年のアルバム『NAOKO VS MIYUKI/研ナオコ、中島みゆきを歌う』以来の中島みゆきのカバー・アルバム。
帯コピーは『感動を再び!! 研ナオコ、中島みゆきを歌う。新たな選曲で、さらに高まる永遠の出逢い。』。
1988年には『NAOKO VS MIYUKI』との2枚組で発売、CD化。
「りばいばる」「雨…」がプロモーションのみの7インチシングルとしてシングルカットされた。

## 収録曲
全曲とも作詞・作曲：中島みゆき、特記以外の編曲：若草恵
side:A
1. りばいばる
（編曲：戸塚修）
中島の7枚目のシングルをカバー。
2. 誘惑
（編曲：戸塚修）
中島の12枚目のシングルをカバー。
3. ピエロ
中島の7枚目のシングルのB面をカバー。
4. ふられた気分
（編曲：クニ河内）
30枚目のシングル（1982年）。5枚目のアルバム『かもめのように』（1977年）収録の「ふられた気分で」をセルフカバーした楽曲。
5. 捨てるほどの愛でいいから
中島のアルバム『寒水魚』よりカバー。

side:B
1. 雨…
オリジナルは小柳ルミ子への提供曲。
2. かなしみ笑い
（編曲：クニ河内）
中島の7枚目のシングルをカバー。
3. 笑わせるじゃないか
オリジナルは山内恵美子への提供曲。
4. おもいで河
30枚目のシングル「ふられた気分」のB面曲。中島の6枚目のシングルをカバー。
5. ルージュ
オリジナルはちあきなおみへの提供曲。